# کوی (صربستان)
کوی (به صربی: Kevi) یک منطقهٔ مسکونی در صربستان است که در ناحیه بانات شمالی واقع شده‌است. کوی ۸۸۷ نفر جمعیت دارد و ۱۱۳ متر بالاتر از سطح دریا واقع شده‌است.